# 愛德華·黑格爾
愛德華·黑格爾（發音：[ˈeduard ˈɦeger]；1976年5月3日—）是一名斯洛伐克政治人物，2021年4月1日擔任斯洛伐克總理，接替因受政治醜聞而下台的伊戈尔·马托维奇。他是普通人與獨立人格 （OĽaNO）主席團之一。2023年轉投並領導民主黨，隨後辭去總理。

## 政治生涯

### 2016年至2020年
在2016年斯洛伐克國民議會選舉中，他以政黨普通人與獨立人格之名義參選國民議會並得到超過15,000票，當選為国会议员。之後，他成為了OĽaNO的議會小組主席、全國軍事情報控制委員會主席以及經濟和外交事務委員會成員。在任內，他提出了173項法案，並發表680次的演講，獲評為是國民議會中第二活躍的成員。

### 2020年至2023年
2020年，黑格爾被任命為伊戈爾·馬托維奇內閣的副總理兼財政部部長。馬托維奇辭職後，他於2021年4月獲任命為斯洛伐克總理。

## 個人生活
黑格爾的妻子名為露西亞，他們共育有四個孩子。他是一個天主教徒，在空閒時間他曾在斯洛伐克天主教會的幾個職能部門工作。他本來是無神論者，但從他信天主教的父親於1999年去世後，他改變了他的宗教信仰。